# Pedro Cordeiro
Pedro Cordeiro (* 14. Februar 1963 in Porto) ist ein ehemaliger portugiesischer Tennisspieler.
Cordeiro war ab Ende der 1970er Jahre als Profispieler aktiv. Seine höchste Platzierung in der Tennisweltrangliste erreichte er im November 1986 mit Platz 517. Zwischen 1979 und 1989 bestritt er für sein Land 25 Matches im Davis Cup.
Derzeit ist er als Trainer der portugiesischen Davis-Cup-Mannschaft sowie des Fed-Cup-Teams tätig.